# 木納敏和
木納 敏和（きのう としかず、1960年12月30日 - ）は、日本の裁判官。松江地方裁判所所長、大阪高等裁判所部総括判事等を経て、東京高等裁判所部総括判事。

## 人物・経歴
東京都出身。法政大学法学部卒業。大学在学中は民法学が専門の下森定教授（のちに第15代法政大学総長）のゼミナールに参加。高須順一（法政大学大学院法務研究科教授、弁護士）はゼミの一年先輩にあたる。大学卒業後、1986年に裁判官に任官。
1986年名古屋地方裁判所判事補。1988年東京地方裁判所判事補。1991年旭川地方裁判所判事補。1994年千葉地方裁判所判事補。1996年同判事。1997年山形地方裁判所米沢支部長。2001年東京地方裁判所判事。2002年司法研修所教官。2006年横浜地方裁判所判事。
2010年東京地方裁判所部総括判事。2015年横浜家庭裁判所部総括判事。2017年松江地方裁判所所長、松江家庭裁判所所長。2018年大阪高等裁判所部総括判事。2021年東京高等裁判所部総括判事。

## 裁判
- 志賀原子力発電所のタービン損傷で損害を受けたとして、北陸電力が損害賠償を求めていた事件で、日立製作所が60億円を支払う内容の和解を成立させた[7]。
- 加護亜依の夫がサイゾーを名誉毀損で訴えていた事件で、「真実と認められず、真実と信じる理由もない」として、110万円の損害賠償を命じる判決を出した[8]。

## 編著書
- 『遠藤光男元最高裁判所判事喜寿記念文集』遠藤光男元最高裁判所判事喜寿記念文集編集委員会 2007年
- 『債権法の近未来像 : 下森定先生傘寿記念論文集』（小林一俊, 岡孝, 高須順一編）酒井書店 2010年
- 『事案分析要件事実 : 主張整理の基礎』（高須順一, 大中有信と共編著）弘文堂 2015年
- 『民事紛争解決の基本実務』（鈴木道夫, 高須順一, 藤原浩と共編著）日本評論社 2018年